# Senožete (gmina Krško)
Senožete – wieś w Słowenii, w gminie Krško. W 2018 roku liczyła 16 mieszkańców.